# 분석법학
분석법학은 현대 분석철학의 자원을 활용하여 그 본질을 이해하려고 하는 법에 대한 철학적 접근 방식이다. 분석철학의 경계는 다소 모호하기 때문에 그 범위가 어디까지라고 말하기는 어렵다. 하트는 아마도 현대 분석법학파에서 가장 영향력 있는 저술가였을 것이다. 그 역사는 적어도 벤담으로 거슬러 올라간다.

분석법학은 법률 시스템의 측면을 언급할 때 중립적인 관점과 서술적 언어를 사용한다. 이것은 자연법의 법칙이 무엇이고 무엇이 되어야 하는지에 대한 융합을 거부하는 철학적 발전이었다.

분석법학의 중요한 질문은 " 법이란 무엇인가?"; "법과 권력의 관계는 무엇인가?"; 그리고 "법과 도덕의 관계는 무엇인가?"가 있다. 법실증주의가 지배적인 이론이지만 비판자들가 늘어나고 있다.

## 같이 보기
- 법치주의

1. ↑  Bodenheimer, Edgar, Modern Analytical Jurisprudence and the Limits of Its Usefulness, University of Pennsylvania Law Review